# Inbiomyia
Inbiomyia Buck, 2006, è un genere di insetti dell'ordine dei Ditteri (Brachycera: Cyclorrhapha: Acalyptratae). Di recente definizione, comprendente specie esclusive della regione neotropicale. È stato inquadrato sistematicamente come unico genere della famiglia Inbiomyiidae Buck, 2006, nell'ambito dei Carnoidea. 

## Descrizione
Gli adulti sono insetti di piccole dimensioni, con corpo lungo poco più di 1 mm. La livrea è scura.
Il capo è corto e largo quanto il torace. La chetotassi è ridotta e comprende un paio di setole fronto-orbitali medioclinate, le due paia di setole verticali (interne ed esterne), le vibrisse e una numerose setole genuali. Le antenne hanno una conformazione caratteristica, con primo flagellomero breve e globoso, su cui si articola un'arista eccezionalmente lunga, inserita in posizione dorsale all'estremità distale. L'apparato boccale è poco sviluppato e presenta i labella del labbro inferiore marcatamente divergenti. 
Il torace è fortemente convesso e prominente rispetto al capo. La chetotassi dorsale comprende brevi setole acrosticali allineate su due serie e, per ogni lato, tre setole dorsocentrali (una presuturale e due postsuturali, una breve omerale, due notopleurali, due sopralari (una presuturale, una postsuturale), una postalare, una o due setole scutellari. Le setole omerali e quella scutellare anteriore possono ridursi a peli. La chetotassi pleurale comprende solo una setola sull'episterno ventrale. Le zampe sono sottili, con serie di setole eventualmente presenti nei femori e nelle tibie anteriori.
Le ali sono relativamente corte ed ampie, con apice ottuso, lobo anale modernamente ampio e alula poco pronunciata. La costa si estende fino alla terminazione della media e presenta due fratture, l'omerale e la subcostale. La subcosta è debole e incompleta. La radio si divide in tre rami: R1 è molto breve e termina entro il quarto basale del margine costale, R2+3 e R4+5 sono lunghi e terminano, rispettivamente, sul terzo distale del margine costale e in prossimità dell'apice. La media è indivisa e la cubito si divide in due rami: CuA1 è lunga e termina presso il margine posteriore diventando debole nel tratto terminale, CuA2 è breve e marcatamente convessa e termina confluendo sull'anale. La vena A1+CuA2 è robusta, ma diventa evanescente nel suo tratto distale, terminando prima del margine dell'ala. Le nervature trasversali della regione mediana sono rappresentate dalla radio-mediale in posizione prossimale, la medio-cubitale basale, anch'essa prossimale, e la medio-cubitale discale posizionata a circa metà della lunghezza dell'ala. Presenti e ben delimitate le cellule tipiche della regione mediana e anale: le due basali, la discale e la cup.

Schema della nervatura alare.
Fratture costali: hb: frattura omerale; sb: frattura subcostale.
Nervature longitudinali: C: costa; Sc: subcosta; R: radio; M: media; Cu: cubito; A: anale.
Nervature trasversali: h: omerale; r-m: radio-mediale; bm-cu: medio-cubitale basale; dm-cu: medio-cubitale discale.
Cellule: br: 1ª basale; bm: 2ª basale; dm: discale; cup: cellula cup.

L'addome è composto da quattro uriti apparenti, con la fusione del primo e secondo tergite in entrambi i sessi e dal quinto al settimo nel maschio.
Le larve sono sconosciute.

## Biologia e habitat
La biologia di questi ditteri è ancora sconosciuta. L'habitat è rappresentato dalla foresta pluviale tropicale, dal livello del mare fino ai 2000 metri di altitudine. Dai ritrovamenti si ritiene che gli Inbiomyiidae siano associati ai residui organici di origine vegetale in decomposizione.

## Sistematica e filogenesi
Il genere Inbiomyia è rimasto sconosciuto fino al 2006, con la descrizione della nuova specie Inbiomyia mcalpineorum, rinvenuta in Costa Rica. In tale occorrenza, Buck ha definito il nuovo genere includendolo in una propria famiglia. Nello stesso anno, Buck & Marshall hanno prodotto un altro lavoro contenente la descrizione di altre dieci specie.
La definizione della nuova famiglia ha permesso a Buck la revisione della filogenesi dei Carnoidea, le cui conoscenze erano fino ad allora fondamentalmente basate sullo schema di J.F. McAlpine (1989), proposto nel Manual of Nearctic Diptera, e su alcuni aspetti incerti e controversi. Il riesame delle relazioni filogenetiche ha confermato in parte le tesi di McAlpine, ma nello stesso tempo ha aggiunto ulteriori elementi che modificano le relazioni all'interno dei Carnoidea e lasciano ancora oggi aperti alcuni interrogativi. In sostanza, Buck conferma la natura monofiletica della superfamiglia e la separazione del genere Australimyza in una propria famiglia, aspetti sostenuti da McAlpine. Rispetto alle analisi cladistiche di J.F. McAlpine, le divergenze concernono i seguenti punti:
- la famiglia Acartophthalmidae risulterebbe correlata ai Carnoidea e non agli Opomyzoidea;
- la famiglia Cryptochetidae si collocherebbe come linea correlata al clade Chloropidae+Milichiidae;
- la famiglia Tethinidae risulterebbe parafiletica rispetto ai Canacidae sensu stricto[1];

Il ruolo degli Inbiomyiidae nella filogenesi dei Carnoidea ha un importante riflesso sulla collocazione sistematica del genere Australimyza. Questo genere è stato incluso, secondo i vari Autori, prima fra i Milichiidae, poi fra i Carnidae. Griffiths (1972) e J.K. McAlpine (1989) sostenevano invece la separazione di questo genere in una famiglia distinta, sia pure con risultati differenti. La revisione di Buck identifica diverse sinapomorfie tra Australimyza e il nuovo genere Inbiomyia, giustificando la tesi della separazione di Australimyza in una famiglia propria. In definitiva, Australimyza e Inbiomyia formerebbero un clade monofiletico rispetto alla famiglia dei Carnidae. Alla luce della revisione di Buck e della successiva revisione di D.K. McAlpine del complesso Tethinidae+Canacidae, l'albero cladistico di J.K. McAlpine sarebbe modificato secondo il seguente schema:
|  | Canacidae sensu lato                                                       |
|  |                                                                            |
|  | \| \| Cryptochetidae \| \| \| \| \| \| Chloropidae+Milichiidae \| \| \| \| |
|  |                                                                            |
|  | Cryptochetidae                                                             |
|  |                                                                            |
|  | Chloropidae+Milichiidae                                                    |
|  |                                                                            |

|  | Cryptochetidae          |
|  |                         |
|  | Chloropidae+Milichiidae |
|  |                         |

|  | Carnidae                                                         |
|  |                                                                  |
|  | \| \| Australimyzidae \| \| \| \| \| \| Inbiomyiidae \| \| \| \| |
|  |                                                                  |
|  | Australimyzidae                                                  |
|  |                                                                  |
|  | Inbiomyiidae                                                     |
|  |                                                                  |

|  | Australimyzidae |
|  |                 |
|  | Inbiomyiidae    |
|  |                 |

|  | Canacidae sensu lato                                                       |
|  |                                                                            |
|  | \| \| Cryptochetidae \| \| \| \| \| \| Chloropidae+Milichiidae \| \| \| \| |
|  |                                                                            |
|  | Cryptochetidae                                                             |
|  |                                                                            |
|  | Chloropidae+Milichiidae                                                    |
|  |                                                                            |

|  | Cryptochetidae          |
|  |                         |
|  | Chloropidae+Milichiidae |
|  |                         |

|  | Carnidae                                                         |
|  |                                                                  |
|  | \| \| Australimyzidae \| \| \| \| \| \| Inbiomyiidae \| \| \| \| |
|  |                                                                  |
|  | Australimyzidae                                                  |
|  |                                                                  |
|  | Inbiomyiidae                                                     |
|  |                                                                  |

|  | Australimyzidae |
|  |                 |
|  | Inbiomyiidae    |
|  |                 |

Dal cladogramma restano escluse, come incertae sedis, le famiglie Braulidae e Acartophthalmidae, le cui relazioni filogenetiche restano ancora oggi non accertate. Va precisato che gli Acartophthalmidae sono ancora oggi inseriti nella superfamiglia Opomyzoidea dalle classificazioni basate fondamentalmente sul Manual of Nearctic Diptera.
Allo stato attuale, Inbiomyia comprende solo undici specie, ma si conoscono altre tre specie ancora non classificate:
- I. acmophallus Buck, 2006
- I. anemosyris Buck, 2006
- I. anodonta Buck, 2006
- I. empheres Buck, 2006
- I. exul Buck, 2006
- I. metamata Buck, 2006
- I. mcalpineorum Buck, 2006
- I. pterygion Buck, 2006
- I. regina Buck, 2006
- I. scoliostylus Buck, 2006
- I. zeugodonta Buck, 2006

## Distribuzione
Il genere Inbiomyia ha una distribuzione limitata alle regioni tropicali del continente americano. La presenza del genere è segnalata in un areale che comprende la Costa Rica, la Colombia, il Venezuela e l'Ecuador e, limitatamente a due sole specie, la Bolivia e la Guyana francese.